# Guns and Roses (telenovela)
Guns and Roses é uma telenovela filipina produzida e exibida pela ABS-CBN, cuja transmissão ocorreu em 2011.

## Elenco
- Robin Padilla[5] - Abelardo "Abel" Marasigan
- Bea Alonzo[6] - Regina "Reign" Santana
- Diether Ocampo - Marcus Aguilar
- Ejay Falcon - Jonathan "Onat" Marasigan
- Empress Schuck - Joanne "Joni" Dela Rocha